# Yannick Szczepaniak
Yannick Szczepaniak (ur. 29 stycznia 1980) – francuski zapaśnik w stylu klasycznym. Dwukrotny olimpijczyk. Szósty w Atenach 2004 i piąty w Pekinie 2008. Startował w kategorii 120 kg.
Brązowy medalista z Pekinu 2008, po dyskwalifikacji Chasana Barojewa.
Zajął piąte miejsce na mistrzostwach świata w 2009 i ósme w 2003. Piąty w mistrzostwach Europy w 2008. Trzeci w Pucharze Świata w 2009 i szósty w 2001. Wicemistrz Europy juniorów w 2000 roku.
Dwunastokrotny mistrz Francji w latach: 1998, 2003 - 2007 i 2009 - 2014; a drugi w 1999 i 2001 roku.